# فومیکو ناکامورا
فومیکو ناکامورا (ژاپنی: 中村文子؛ ژوئیه ۱۹۱۳ – ۲۷ ژوئن ۲۰۱۳) آموزگار، peace activist اهل ژاپن بود. وی بین سال‌های ۱۹۳۳ تا ۲۰۱۳ میلادی فعالیت می‌کرد.